# Бокс на Європейських іграх 2023
Змагання з боксу на Європейських іграх 2023 року пройшли у місті Новий Торг з 22 червня по 2 липня 2023 року. Змагання пройшли на «Арені Новий Торг».
Крім медалей боксери боролися також за олімпійські ліцензії. Кількість олімпійських квот на Європейських іграх 2023 в боксі — сорок чотири (22 для жінок і 22 для чоловіків).
Збірну України представляли 7 чоловіків: Дмитро Замотаєв (51 кг), Тарас Бондарчук (57 кг), Ярослав Харциз (63,5 кг), Юрій Захарєєв (71 кг), Олександр Хижняк (80 кг), Аркадій Карцан (92 кг), Дмитро Ловчинский (понад 92 кг); і 6 жінок: Тетяна Коб (50 кг), Анастасія Ковальчук (54 кг), Маріанна Басанець (57 кг), Ганна Охрей (60 кг), Марія Бова (66 кг), Анастасія Черноколенко (75 кг).

## Медалісти

### Чоловіки
| Дисципліна | Золото                    | Срібло                   | Бронза                      |
| ---------- | ------------------------- | ------------------------ | --------------------------- |
| 51 кг      | Білал Беннама (FRA)       | Самет Гумуш (TUR)        | Кіаран Макдональд (GBR)     |
| 51 кг      | Білал Беннама (FRA)       | Самет Гумуш (TUR)        | Федеріко Серра (ITA)        |
| 57 кг      | Хав'єр Ібаньєс Діас (BUL) | Хосе Кілес (ESP)         | Небіль Махмуд Ібрагім (SWE) |
| 57 кг      | Хав'єр Ібаньєс Діас (BUL) | Хосе Кілес (ESP)         | Васіле Устурой (BEL)        |
| 63,5 кг    | Соф'ян Уміа (FRA)         | Лаша Гурулі (GEO)        | Дін Кленсі (IRL)            |
| 63,5 кг    | Соф'ян Уміа (FRA)         | Лаша Гурулі (GEO)        | Річард Ковач (HUN)          |
| 71 кг      | Ніколай Тертерян (DEN)    | Вахід Аббасов (SRB)      | Макан-Ві Траоре (FRA)       |
| 71 кг      | Ніколай Тертерян (DEN)    | Вахід Аббасов (SRB)      | Тугрулхан Ердемір (TUR)     |
| 80 кг      | Олександр Хижняк (UKR)    | Габріель Веочич (CRO)    | Сальваторе Кавальяро (ITA)  |
| 80 кг      | Олександр Хижняк (UKR)    | Габріель Веочич (CRO)    | Мурад Аллахвердієв (AZE)    |
| 92 кг      | Азіз Аббес Мухідін (ITA)  | Джек Марлі (IRL)         | Енмануель Реєс (ESP)        |
| 92 кг      | Азіз Аббес Мухідін (ITA)  | Джек Марлі (IRL)         | Матеуш Березницький (POL)   |
| +92 кг     | Делішес Орі (GBR)         | Мухаммад Абдуллаєв (AZE) | Нелві Тяфак (GER)           |
| +92 кг     | Делішес Орі (GBR)         | Мухаммад Абдуллаєв (AZE) | Йордан Ернандес (BUL)       |

### Жінки
| Дисципліна | Золото                  | Срібло                    | Бронза                        |
| ---------- | ----------------------- | ------------------------- | ----------------------------- |
| 50 кг      | Бусеназ Чакироглу (TUR) | Вассіла Лхадірі (FRA)     | Джорданна Соррентіно (ITA)    |
| 50 кг      | Бусеназ Чакироглу (TUR) | Вассіла Лхадірі (FRA)     | Лаура Фуертес Фернандес (ESP) |
| 54 кг      | Станимира Петрова (BUL) | Лекремьоара Періжоц (ROU) | Чарлі-Сін Девісон (GBR)       |
| 54 кг      | Станимира Петрова (BUL) | Лекремьоара Періжоц (ROU) | Хатідже Акбаш (TUR)           |
| 57 кг      | Аміна Зідані (FRA)      | Світлана Станева (BUL)    | Ірма Теста (ITA)              |
| 57 кг      | Аміна Зідані (FRA)      | Світлана Станева (BUL)    | Мікаела Волш (IRL)            |
| 60 кг      | Келлі Гаррінгтон (IRL)  | Наталія Шадріна (SRB)     | Естель Мосселі (FRA)          |
| 60 кг      | Келлі Гаррінгтон (IRL)  | Наталія Шадріна (SRB)     | Гізем Озер (TUR)              |
| 66 кг      | Бусеназ Сюрменелі (TUR) | Ошин Дерев'ю (BEL)        | Анна Хаморі (HUN)             |
| 66 кг      | Бусеназ Сюрменелі (TUR) | Ошин Дерев'ю (BEL)        | Розі Еклс (GBR)               |
| 75 кг      | Аойф О'Рурк (IRL)       | Давіна-Мірха Мішель (FRA) | Іріна Шонбергер (GER)         |
| 75 кг      | Аойф О'Рурк (IRL)       | Давіна-Мірха Мішель (FRA) | Ельжбета Вуйцік (POL)         |

## Медальний залік
*   Країна-господарка ( Польща)
| Місце                | Країна                | Золото | Срібло | Бронза | Загалом |
| -------------------- | --------------------- | ------ | ------ | ------ | ------- |
| 1                    | Франція (FRA)         | 3      | 2      | 2      | 7       |
| 2                    | Туреччина (TUR)       | 2      | 1      | 3      | 6       |
| 3                    | Ірландія (IRL)        | 2      | 1      | 2      | 5       |
| 4                    | Болгарія (BUL)        | 2      | 1      | 1      | 4       |
| 5                    | Італія (ITA)          | 1      | 0      | 4      | 5       |
| 6                    | Велика Британія (GBR) | 1      | 0      | 3      | 4       |
| 7                    | Данія (DEN)           | 1      | 0      | 0      | 1       |
| 7                    | Україна (UKR)         | 1      | 0      | 0      | 1       |
| 9                    | Сербія (SRB)          | 0      | 2      | 0      | 2       |
| 10                   | Іспанія (ESP)         | 0      | 1      | 2      | 3       |
| 11                   | Азербайджан (AZE)     | 0      | 1      | 1      | 2       |
| 11                   | Бельгія (BEL)         | 0      | 1      | 1      | 2       |
| 13                   | Румунія (ROU)         | 0      | 1      | 0      | 1       |
| 13                   | Грузія (GEO)          | 0      | 1      | 0      | 1       |
| 13                   | Хорватія (CRO)        | 0      | 1      | 0      | 1       |
| 16                   | Німеччина (GER)       | 0      | 0      | 2      | 2       |
| 16                   | Угорщина (HUN)        | 0      | 0      | 2      | 2       |
| 16                   | Польща (POL)*         | 0      | 0      | 2      | 2       |
| 19                   | Швеція (SWE)          | 0      | 0      | 1      | 1       |
| Загалом (19 збірних) | Загалом (19 збірних)  | 13     | 13     | 26     | 52      |